# Consistórios de Júlio II
O Papa Júlio II (r. 1503–1513) criou 27 cardeais em 6 consistórios

## 29 de novembro de 1503
1. Clemente Grosso della Rovere
2. Galeotto Franciotti della Rovere
3. François Guillaume de Castelnau-Clermont-Lodève
4. Juan de Zúñiga y Pimentel

## 1 de dezembro de 1505
1. Marco Vigerio della Rovere
2. Robert Guibé
3. Leonardo Grosso della Rovere
4. Antonio Ferrero
5. Francesco Alidosi
6. Gabriele de 'Gabrielli
7. Fazio Giovanni Santori
8. Carlo Domenico del Carretto
9. Sigismondo Gonzaga

## 18 de dezembro de 1506
1. Jean-François de la Trémoille
2. René de Prie
3. Louis d'Amboise

## 17 de maio de 1507
1. Francisco Jiménez de Cisneros

## 11 de setembro de 1507
1. Sisto Gara della Rovere

## 10 de março de 1511
1. Christopher Bainbridge
2. Antonio Maria Ciocchi del Monte
3. Pietro Accolti
4. Achille de Grassis
5. Francesco Argentino
6. Matthäus Schiner
7. Bandinello Sauli
8. Alfonso Petrucci

### in pectore
1. Matthäus Lang von Wellenburg, (publicado em 24 de novembro de 1512)

## 24 de novembro de 1512

### RevelaçãoIn pecture
1. Matthäus Lang von Wellenburg, (in pectore 10 de março de 1511)